# Irrelohe

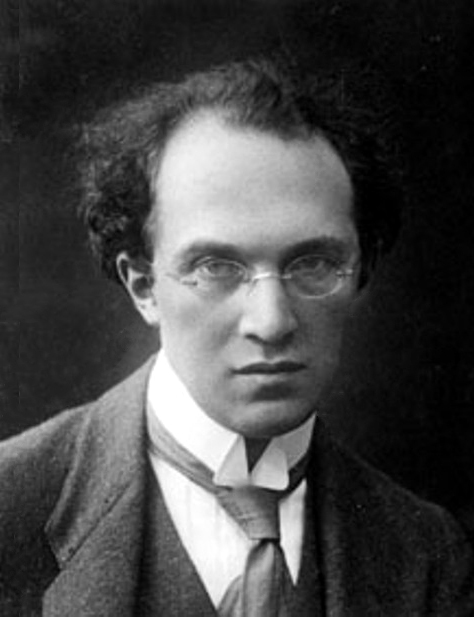
Franz Schreker 1912

Irrelohe är en opera i tre akter med musik och libretto av Franz Schreker.

## Historia
Operan avviker från det överflöd av toner som präglade hans tidigare operor till förmån för en mer opolerad ljudbild. De breda melodierna, valserna, kärleksmusiken och andra romantiska inslag förekommer fortfarande, men så gör även dissonant kontrapunktik och polytonalitet. Operan hade premiär den 27 mars 1924 i Köln under ledning av Otto Klemperer.

## Personer
- Greve Heinrich (tenor)
- Skogvaktaren (bas)
- Eva (sopran)
- Gamla Lola (mezzosopran)
- Peter, Lolas son (baryton)
- Christobald (tenor)
- Prästen (basbaryton)
- Mjölnaren (bas)
- Fünkchen, en musiker (tenor)
- Strahlbusch, en musiker (tenor)
- Ratzekahl, en musiker (bas)
- Anselmus (basbaryton)
- En lakej (tenor)

## Handling
Greve Heinrich är oskyldig till familjens svarta hemlighet. Fadern våldtog en gång värdshusvärdinnan Lola framför hennes brudgum Christobald på deras bröllopsnatt. Lolas son Peter inser att han är frukten av den våldtäkten. Hans fästmö Eva blir däremot helt betagen av greve Heinrich. Christobald svär att hämnas och vill förgöra den gamla världen genom att bränna ned slottet Irrelohe. Eva besöker Heinrich och erbjuder sin hjälp. 
Vid bröllopet mellan Eva och Heinrich får Eva onda aningar och ber Peter att inte dansa på festen. Mitt under bröllopsfesten försöker Peter våldta Eva men Heinrich dödar honom utan att veta att Peter är hans broder. Slottet börjar brinna och genom reningen botas Heinrichs galenskap av Evas kärlek.